# Jovana Arsić
Jovana Arsić (en serbio: Јована Арсић; Zrenjanin, Yugoslavia, 10 de septiembre de 1992) es una deportista serbia que compite en remo. Ganó dos medallas en el Campeonato Europeo de Remo, en los años 2023 y 2024, ambas en la prueba de scull individual.

## Palmarés internacional
| Campeonato Europeo | Campeonato Europeo | Campeonato Europeo | Campeonato Europeo |
| Año                | Lugar              | Medalla            | Prueba             |
| ------------------ | ------------------ | ------------------ | ------------------ |
| 2023               | Bled (Eslovenia)   | Medalla de bronce  | Scull individual   |
| 2024               | Szeged (Hungría)   | Medalla de oro     | Scull individual   |